# Presa di Roxburgh (1460)
La presa di Roxburgh del 1460 fu un episodio delle guerre anglo-scozzesi. Giacomo II di Scozia aveva iniziato una campagna per riconquistare Roxburgh e Berwick che erano cadute nelle mani degli inglesi, mentre l'Inghilterra era occupata nella Guerra delle due rose. Re Giacomo morì nel corso dell'assedio, colpito dal fuoco di uno dei cannoni del suo esercito.

## Antefatto
A seguito delle guerre d'indipendenza scozzesi del secolo precedente, Roxburgh fu uno degli ultimi castelli della Scozia a passare agli inglesi. Nel 1460, l'Inghilterra si trovava nel bel mezzo di una guerra civile, la guerra delle due rose, ed entrambe le parti avevano richiesto l'aiuto di re Giacomo nella lotta per il trono inglese. Il re di Scozia, ad ogni modo, aveva pensato di sfruttare a situazione a proprio vantaggio per recuperare i borghi e i castelli di Roxburgh e Berwick che, pur trovandosi in Scozia, erano saldamente tenuti dagli inglesi.
Prima dell'attacco a Roxburgh, gli inglesi si erano preparati ad aspettarsi un attacco su Berwick, e pertanto si concentrarono su quell'obbiettivo da difendere.

## L'assedio
Giacomo II di Scozia col suo esercito giunse a Berwick nel luglio del 1460, impegnandosi nella distruzione del villaggio locale dominato dagli inglesi. Quando il castello rifiutò la resa, Giacomo iniziò l'assedio.
Il 3 agosto Giacomo si trovava nei pressi di uno dei cannoni del suo esercito quando diede l'ordine di sparare. Il cannone esplose ferendolo mortalmente.
A seguito della sua morte, la moglie Maria di Gheldria ordinò all'esercito scozzese di continuare l'assedio. Il castello si arrese il 5 agosto, senza lasciare prigionieri dal momento che a tutti i difensori venne concesso di poter abbandonare il campo di battaglia.

## Conseguenze
Dopo l'assedio, il castello risultò distrutto al punto da non poter essere utilizzato nuovamente dagli inglesi.
Con la morte del re, Maria di Gheldria ed il vescovo James Kennedy governarono come reggenti sino alla maggiore età di Giacomo III di Scozia. Durante questo periodo, Maria diede prova di essere un'abile diplomatica, ottenendo la restituzione di Berwick in cambio dell'aiuto prestato dalla Scozia alla causa dei Lancaster.